# Janette Rauch
Janette Rauch (Winterthur, 16 marzo 1962) è un'attrice tedesca.

## Biografia
Nel 2010, entra nel cast della serie televisiva Hamburg Distretto 21 (Notruf Hafenkante).

## Filmografia parziale
- I ragazzi del windsurf - (1995-1999)
- My Life - soap opera (2006-2008)
- Hamburg Distretto 21 - serie TV, 126 episodi (2010-2018)